# СССР-В5
«СССР-В5» — советский дирижабль полужёсткого типа.

## Описание
В мае 1932 года в городе Долгопрудный начала работать специализированная организация «Дирижаблестрой» по разработке, строительству и эксплуатации дирижаблей. К этому времени СССР накопил опыт строительства дирижаблей мягкого типа. Перед «Дирижаблестроем» была поставлена задача — освоить производство дирижаблей полужесткого типа.
Для этого в СССР был приглашён итальянский конструктор дирижаблей Умберто Нобиле. В мае 1932 года Нобиле прибыл в Долгопрудный вместе с группой итальянских конструкторов и рабочих.
К концу февраля 1933 года советские и итальянские инженеры совместно разработали первый советский дирижабль полужёсткого типа. Дирижабль получил обозначение «СССР-В5». Планировавшиеся расходы на его создание составляли 250 тыс. рублей, в реальности смета была значительно превышена, расходы составили около 830 тыс. рублей.
27 апреля 1933 года состоялся первый полёт «СССР-В5». Полёт продолжался 1 час 15 минут. В мае 1933 года дирижабль прошёл государственные приёмные испытания и был принят в эксплуатацию.
Дирижабль имел малый объём и предназначался для ознакомления советских специалистов с технологией строительства полужёстких дирижаблей, обучения экипажей и наземного персонала.
В 1933 году «СССР-В5» выполнил более 100 полётов. Но оказалось, что оболочка дирижабля была плохого качества и выпускала много водорода. Поэтому дирижабль был разобран и хранился в деревянном эллинге «Дирижаблестроя».
10 августа 1934 года от удара молнии в эллинге начался пожар, в котором сгорели готовившийся к испытаниям «СССР-В7» и разобранные «СССР-В4», «СССР-В5».